# Liolaemus silvai
Liolaemus silvai este o specie de șopârle din genul Liolaemus, familia Tropiduridae, descrisă de Ortiz 1989. Conform Catalogue of Life specia Liolaemus silvai nu are subspecii cunoscute.